# Сан-Джованни-Мария-Вианней (титулярная церковь)
Титулярная церковь Сан-Джованни-Мария-Вианней (лат. Titulus Sancti Ioannis Mariae Vianney) — титулярная церковь была создана Папой Бенедиктом XVI 18 февраля 2012 года. Титул принадлежит приходской церкви Сан-Джованни-Мария-Вианней, расположенной в XIV зоне Рима Боргезиана, в восточной части Рима, на виа Лентини.

## Список кардиналов-священников титулярной церкви Сан-Джованни-Мария-Вианней
- Райнер Мария Вёльки — (12 февраля 2012 — по настоящее время).